# Воблые
Воблые — исчезнувшая деревня в Городокском районе Витебской области Белоруссии.
Находилась в 5 верстах к востоку от современной деревни Марченки недалеко от озера Завесно.

## История
Деревня отмечена на карте середины XIX века, в Списке населённых мест Витебской губернии 1906 года (стр.79 №37), на картах РККА 1930-х годов и топографической карте начала 1980-х годов.